# Wacław Aleksander Maciejowski

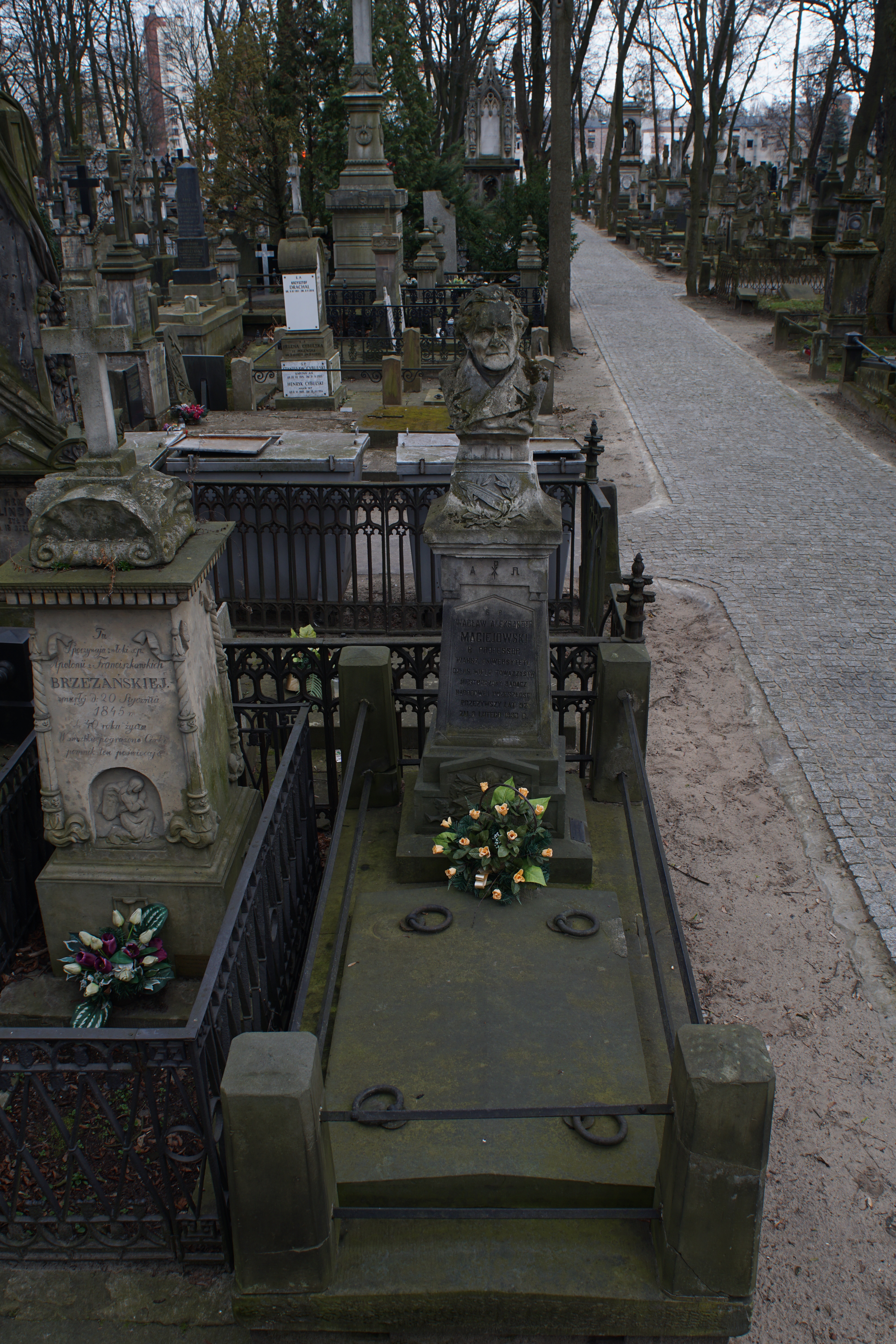
Grób Wacława Aleksandra Maciejowskiego na cmentarzu Powązkowskim

Wacław Aleksander Maciejowski (ur. 10 września 1792 w Cierlicku, zm. 9/10 lutego 1883 w Warszawie) – polski historyk prawa, słowianoznawca, historyk kultury.
Syn Kazimierza Maciejowskiego i Katarzyny Woynykówny

## Życiorys
Był synem Józefa Maciejowskiego, kucharza, i jego żony Katarzyny z Wojnarów. Na chrzcie otrzymał imiona Wacław Michał, a jego rodzicami chrzestnymi byli ksiądz Jan Sklenowski i Janina Pawlikowa, żona gospodzkiego Franciszka. Przypuszcza się, że imię Aleksander, którego używał jako drugiego, przyjął przy bierzmowaniu.
Literatura podaje, że Maciejowski urodził się 10 września 1792 roku w Cierlicku. Odosobniony pozostaje Andrzej Wierzbicki, który w artykule: „Wacław Aleksander Maciejowski” drukowanym w Mówią Wieki nr 11/1986 pisze, że Maciejowski urodził się przed 10 września 1792 w Kalwarii Zebrzydowskiej lub pobliskiej Bukówce.
Po ukończeniu szkoły pijarów w Piotrkowie w 1812 rozpoczął studia na Uniwersytecie Jagiellońskim. W 1815 pogłębiał studia na uniwersytetach we Wrocławiu, Berlinie i Getyndze. Po uzyskaniu doktoratu w 1818 rozpoczął pracę w liceum w Warszawie. W latach 1819–1831 był profesorem na Królewskim Uniwersytecie Warszawskim, prowadził wykłady z historii prawa rzymskiego. W czasie powstania listopadowego był członkiem komitetu gwardii narodowej. Po zamknięciu Uniwersytetu Warszawskiego został sędzią apelacyjnym trybunału województwa mazowieckiego. Od 1837 wykładał literaturę starożytną w Akademii Duchownej w Warszawie. W latach 1840–1846 wykładał historię prawa polskiego na Kursach Prawniczych. Od 1860 członek honorowy Poznańskiego Towarzystwa Przyjaciół Nauk. Zaliczany jest do najwybitniejszych historyków polskich I połowy XIX wieku.
W 1858 roku jego dzieło Pamiętnik o dziejach piśmiennictwa i prawa Słowian zostało umieszczone na Indeksie ksiąg zakazanych przez Kościół Katolicki.
Pochowany na cmentarzu Powązkowskim w Warszawie (kwatera 3-2-31).
Materiały archiwalne Wacława Aleksandra Maciejowskiego znajdują się w PAN Archiwum w Warszawie pod sygnaturą III-35.

## Dzieła
- Historyia prawodawstw słowiańskich, wydanie pierwsze w tomach 1 – 4 z lat 1832–1835, wydanie drugie w tomach 1 – 6 z lat 1856–1865
- Pamiętnik o dziejach piśmiennictwa i prawa Słowian t. 1, t. 2, 1839;
- Polska aż do pierwszej połowy XVII w. pod względem obyczajów i zwyczajów, t. 1-4, 1842;
- Pierwotne dzieje Polski i Litwy, Warszawa 1846;
- Roczniki i kroniki polskie i litewskie najdawniejsze, 1850;
- Piśmiennictwo polskie od czasów najdawniejszych aż do roku 1830, t. 1-3 (доведен до 1650), 1851–1852 (t. 1, t. 2 t. 3 – 4);
- Historya włościan i stosunków ich politycznych, społecznych i ekonomicznych, ktore istniały w Polsce od czasów najdawniejszych aż do drugiej połowy XIX wieku, Warszawa 1874
- Żydzi w Polsce, na Rusi i Litwie, czyli Opowieść historyczna o przybyciu do pomienionych krajów dziatwy Izraela – i o powodzeniu jej tamże w przestworze VIII – XVIII wieku, którą jako czwarty dodatek do historyi prawodawstw słowiańskich drukiem  1878
- Ksiądz Piotr Skarga. Szkic historyczno-literacki